# 통영 국제 음악제
통영국제음악제(統營國際音樂祭)는 작곡가 윤이상을 기리기 위해 2002년부터 그의 고향인 경상남도 통영시에서 매년 열리는 음악제이다. 매년 봄과 가을 두 차례로 나누어 진행되며, 가을 시즌에는 윤이상국제음악콩쿠르가 열린다. 여름 시즌에는 격년제로 TIMF아카데미라는 교육행사가 열린다. 주 공연장으로는 2014년에 개관한 통영국제음악당을 사용하고 있으며, 2013년 이전까지는 통영시민문화회관을 주 공연장으로 사용하였다.
축제를 풍물과 예술의 두 분류로 구분할 수 있다면, 통영국제음악제는 음악예술을 소재로 하는 대한민국의 대표적인 축제이다. 통영국제음악제는 그 중에서도 서양음악을 근간으로 하는데, 형식과 장르에 따라 현대음악, 고음악, 고전주의, 낭만주의, 교향악, 실내악, 오페라 및 음악극 등의 다양한 공연을 선보인다. 다양성을 추구하는 통영국제음악제이지만, 통상적으로 현대음악 분야에서 강점을 갖는 것으로 널리 알려져 있다.

## 재단법인
2002년부터 2013년까지는 '재단법인 통영국제음악제'가 통영국제음악제를 주관했고, 2014년부터는 '재단법인 통영국제음악재단'이 통영국제음악제를 주관하고 있다. '재단법인 통영국제음악재단'은 2013년 11월 29일 설립된 문화체육관광부 소관의 재단법인이다. 사무실은 경상남도 통영시 큰발개 1길 38 (도남동 1번지) 통영국제음악당에 위치한다.
구 재단법인인 '재단법인 통영국제음악제'는 2002년 2월 14일 설립된 문화체육관광부 소관의 재단법인이다. 사무실은 경상남도 통영시 도천동 28에 위치했다가, 2010년 3월 통영시 도천동 148번지에 윤이상 기념공원이 완공되면서 이 곳으로 옮겼으며, 2013년 11월 통영국제음악당이 완공되면서 신규 재단법인 통영국제음악재단에 통합되었다.

### 주요 사업
- 통영국제음악제 등 행사개최 (윤이상국제음악콩쿠르, TIMF아카데미)
- 작곡가 윤이상 기념사업
- 현대음악 자료수집
- 통영 그랑프리 동요제 및 윤이상 동요제 개최